# 土岐大介
土岐 大介（とき だいすけ、1961年 - ）は、日本の実業家。BNPパリバ・アセットマネジメントCEO・代表取締役社長、一橋大学大学院経営管理研究科客員教授、筑波大学大学院客員教授。東北大学総長特別補佐、日本証券投資顧問業協会副会長、金融庁金融審議会専門委員等も歴任した。

## 人物・経歴
千葉県生まれ。YFUで1976年から1年間のジョージア州ワーナーロビンズ高等学校への留学を経て、1980年習志野市立習志野高等学校卒業。1984年筑波大学第三学群社会工学類経営工学主専攻卒業。1986年ケース・ウェスタン・リザーブ大学大学院卒業、オペレーションズ・リサーチ修士。
同年日本鋼管（現JFEスチール、JFEエンジニアリング）入社。1987年日興證券入社。1990年ゴールドマン・サックス証券に転職、2000年ゴールドマン・サックス証券エクイティ部門統括共同責任者、エグゼクティブ委員会委員東京支店。2001年ゴールドマン・サックス証券共同東京支店長。2002年ゴールドマン・サックス・アセット・マネジメント代表取締役社長。2004年日本ファイナンス学会理事。2007年日本証券投資顧問業協会副会長。2008年投資信託協会理事、金融庁金融審議会専門委員。2011年ゴールドマン・サックス・アセット・マネジメント副会長。
2012年一橋大学大学院国際企業戦略研究科客員教授、金沢工業大学知的創造・経営研究所客員教授、筑波大学大学院システム情報工学研究科非常勤講師。2013年東北大学特任教授、FPG取締役。
2014年東北大学総長特別補佐（研究担当）・特任教授、 筑波大学大学院客員教授。2015年東北大学ベンチャーパートナーズ取締役。2016年ドイチェ・アセット・マネジメント代表取締役社長。2017年青山学院大学大学院国際マネジメント研究科博士後期課程単位取得退学。2019年BNPパリバ・アセットマネジメントCEO・代表取締役社長。
- 野球選手の西岡良洋と親友[2]。

## 著作

### 著書
- 『証券アナリストハンドブック』（共著）日本経済新聞社 1993年
- 『絶対話力』東洋経済新報社 2013年

### 訳書
- R.H.スプレーグ Jr., E.D.カールソン著 『意思決定支援システムDSS : 実効的な構築と運営』（倉谷好郎と共訳）東洋経済新報社 1986年